# Powiat Tosa
Powiat Tosa (jap. 土佐郡 Tosa-gun) – powiat w Japonii, w prefekturze Kōchi. W 2024 roku liczył 3838 mieszkańców.

## Miejscowości
- Hidaka
- Tosa